# Cycloptiloides lamottei
Cycloptiloides lamottei är en insektsart som beskrevs av Lucien Chopard 1954. Cycloptiloides lamottei ingår i släktet Cycloptiloides och familjen Mogoplistidae. Inga underarter finns listade i Catalogue of Life.